# La Danse macabre
Pour les articles homonymes, voir Danse macabre (homonymie).
Pour plus de détails, voir Fiche technique et Distribution.
La Danse macabre (The Skeleton Dance) est un court métrage d'animation américain en noir et blanc de la série des Silly Symphonies réalisé par Walt Disney et sorti en 1929.

## Synopsis
La nuit tombe, le hibou s'éveille, les chauve-souris quittent le clocher de l'église qui sonne les douze coups de minuit, une araignée quitte son arbre, un chien hurle à la lune, deux chats se battent dans le cimetière... C'est le moment qu'attendaient les squelettes pour sortir et s'amuser un peu.
Le hibou observe, à ses dépens, les quatre squelettes qui viennent donner de la vie au cimetière endormi. Cela commence par une petite danse joyeuse. Ensuite, l'un d'entre eux joue du xylophone sur le corps d'un de ses comparses, un autre utilise un chat comme contrebasse pendant que le dernier danse en rythme.
Mais le coq et son cri ramènent ce petit monde de la nuit à la réalité, il est temps pour les squelettes de se hâter et de regagner leur tombe.

## Fiche technique
- Titre original : The Skeleton Dance
- Titre français : La Danse macabre
- Série : Silly Symphonies
- Réalisation : Walt Disney
- Layout et décors :  Ub Iwerks[1]
- Animation : Ub Iwerks assisté de Les Clark, Wilfred Jackson[1], Roy Oliver Disney[2] et Walt Disney[2]
- Musique[1] : Carl W. Stalling
  - Extrait de la Marche des trolls de la Suite lyrique, op. 54 d'Edvard Grieg
- Production : Walt Disney
- Distribution : Columbia Pictures
- Pays de production :  États-Unis
- Format  : Noir et blanc - 35 mm - 1,37:1 - son mono (Cinephone)
- Durée : 5 min 19
- Dates de sortie :
- Dates de sortie :
  - États-Unis : 22[3] ou 29 août 1929[1]
  - France : 31 janvier 1930[4]
- Dépôt de copyright : 28 janvier 1930

## Origine et production
Ce film est le premier de la série des Silly Symphonies. Walt Disney voulait une série différente des Mickey Mouse afin d'explorer de nouveaux domaines artistiques. La paternité de ce court métrage ainsi que des Silly Symphonies est souvent attribuée au compositeur Carl W. Stalling,,, engagé par les studios Disney pour réaliser les bandes sonores de deux des premiers films de Mickey Mouse, Plane Crazy et The Gallopin' Gaucho. Stalling avait fait la connaissance de Walt Disney au studio Kansas City Film Ad Company à Kansas City au début des années 1920.
Les premières mentions de cette nouvelle série d'animation apparaissent dans deux lettres écrites par Walt à son frère Roy et à Ub Iwerks. La première lettre, datée du 20 septembre 1928, parle d'une « nouvelle musicale » en animation. La seconde, trois jours plus tard, détaille un peu plus l'idée et donne le scénario de base d'un nouveau film, une danse de squelette dans un cimetière, qui deviendra La Danse macabre (1929). Il suggère une farce macabre associée à la Marche des Trolls (op. 54-3, 1893) d'Edvard Grieg.
Le film a été conçu sous plusieurs titres comme The Spook Dance, Mysterious Melodies et Haunted Harmonies. Le principe du film n'est pas une première : l'idée des squelettes animés remonte aux débuts du cinéma avec les Marionnettes royales de Gray, filmées par Thomas Edison sous le titre Skeleton Dance Marionettes (1898) ou Le Palais des mille et une nuits (1905) de Georges Méliès. Mais le dessin animé des studios Disney marqua les esprits et inspira d'autres auteurs.
La scène du coq hurlant, uniquement attribuée à Wilfred Jackson, est également réutilisée dans le court métrage The Cat's Nightmare en 1931. L'animateur Les Clark  a déclaré en 1973[réf. nécessaire] être l'auteur de la scène où un squelette joue du xylophone sur le corps d'un autre mais R. Merritt et J.B. Kaufman indiquent que le rôle de l'animateur n'est pas clair. Une autre source indique que Clark serait l'auteur de la scène d'ouverture malgré l'absence de crédit pour cette section[réf. nécessaire].
D'après les livres de comptes du studio, Carl Stalling a enregistré la bande sonore en même temps que celle du Mickey Mouse L'Opéra (The Opry House) en février 1929 au studio new-yorkais de Pat Powers. La Marche des trolls d'Edvard Grieg sert de support à la musique originale signée Carl Stalling.

## Sortie et accueil

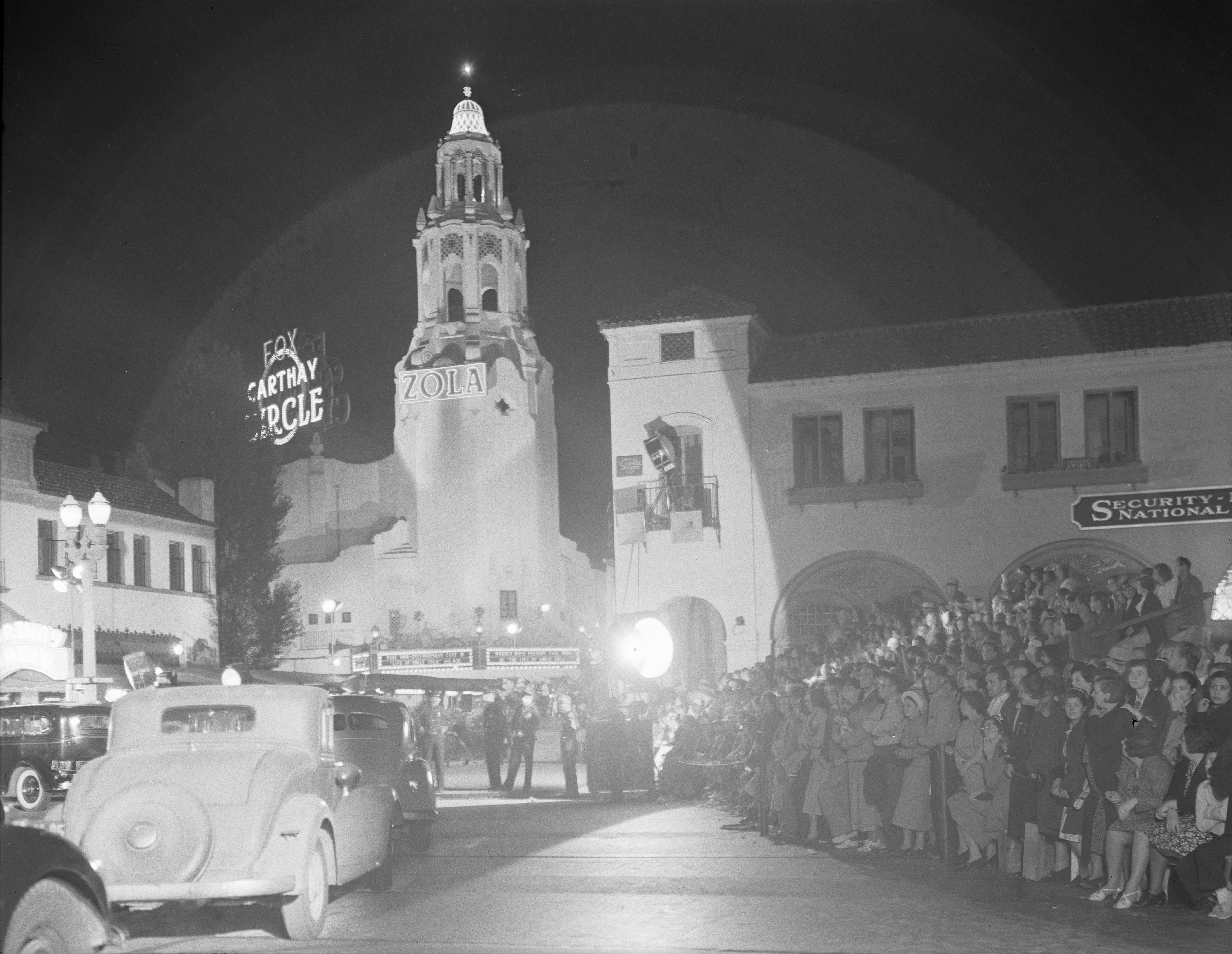
Le Cathay Circle Theater en 1937

Le film a été testé en pré-projection au Carthay Circle Theater de Los Angeles le 10 juin 1929 en première partie du film de Friedrich Wilhelm Murnau, Les Quatre Diables. À la suite de ce test fructueux, la société Columbia Pictures accepta de produire la série Silly Symphonies.
Le 31 janvier 1930, le court métrage sort sur les écran français. La semaine suivant il sera à l'affiche du cinéma le Moulin-rouge dans le 18e arrondissement à Paris.
Le film a été distribué à Los Angeles et San Francisco (à partir du 28 juin au Fox en première partie de Behind That Curtain d'Irving Cummings) par Walt et Roy Disney, mais c'est Pat Powers qui assura la distribution du film d'abord à New York, du 16 au 20 juillet au Roxy Theatre en première partie de Pleasure Crazed de Donald Gallaher,  puis dans le reste des États-Unis.
En 1985, une vidéocassette japonaise intitulée Bakemono no hanashi (Histoires qui font peur) contenant la séquence La Légende de la Vallée endormie du film Le Crapaud et le Maître d'école (1949), Les Revenants solitaires (1937), Donald et le Gorille (1944), Donald et la Sorcière (1952) et des extraits de La Danse macabre (1929) comme interludes, a été édité afin de promouvoir l'attraction Cinderella Castle Mystery Tour de Tokyo Disneyland.
En 2007, une courte scène de ce film a été utilisée dans le film Ghost Rider de Mark Steven Johnson, avec Nicolas Cage.

## Analyse
La série Silly Symphonies permet à Disney de proposer des dessins animés plus abstraits, moins narratif dans leur construction en étant centrée sur un thème au lieu d'un ou plusieurs personnages principaux. Elle élargit sans conteste les possibilités d'animation mais les directeurs de cinéma étaient circonspects et préféraient l'argent issu des Mickey Mouse. C'est pour cette raison que les premières Silly Symphonies comportaient la mention Mickey Mouse presents a Walt Disney Silly Symphony. Le film démontre une importante facette des dessins animés Disney, leur affinité avec le ballet. Sinyard note aussi que La Danse Macabre et Les Cloches de l'Enfer (1929) prouvent que Disney pouvait être macabre, sombre et que les scènes cauchemardesques sont régulièrement présentes dans les longs métrages de Disney comme Blanche-Neige (1937), Pinocchio (1940) ou Fantasia (1940). Cette présence rend futiles les critiques qui avaient considéré comme des aberrations les productions plus adultes des années 1980, telles que Les Yeux de la forêt (1980) ou La Foire des ténèbres (1983), le spectateur devant y voir selon Sinyard la résurgence d'une tradition remontant à La Danse macabre.
Le film aurait été l'objet d'une affaire judiciaire concernant un problème financier. Le studio Disney avait alors engagé l'avocat Gunther Lessing, qui resterait au service de la société durant trente ans.
La vision de ce film aurait incité Art Babbitt à arrêter ses études de psychiatrie et à entamer sa carrière dans l'animation. Il rejoint alors les studios Terrytoons puis les studios Disney en 1932.

## Titre en différentes langues
- Anglais : The Skeleton dance
- Suédois : Skelettdansen
- Français : La Danse macabre
- Espagnol : La Danza Del Esqueleto